# Marathon d'Honolulu
Le marathon d'Honolulu est une course pédestre de 42,195 kilomètres de long qui a lieu chaque année depuis 1973. 
Il se déroule à Honolulu à Hawaii le deuxième dimanche de décembre. C'est une des dix courses les plus réputées.

## Palmarès
| Hommes - 2012 : Wilson Kiprotich Kenya - 2008 : Patrick Ivuti Kenya, en 2 h 14 min et 35 s - 2007 : Ambesse Tolossa Éthiopie, 2 h 17 min 26 - 2006 : Ambesse Tolossa Éthiopie, 2 h 13 min 42 - 2005 : Jimmy Muindi Kenya, 2 h 12 min 00 | Femmes - 2011 : Woynishet Girma Éthiopie, 2 h 31 min 41 - 2008 : Kiyoko Shimahara Japon, en 2 h 32 min et 36 s - 2007 : Alevtina Biktimirova Russie, 2 h 33 min 07 - 2006 : Lyubov Denisova Russie, 2 h 27 min 19 - 2005 : Olesya Nurgalieva Russie, 2 h 30 min 24 |